# Mali plamenac
Mali plamenac (lat. Phoenicopterus minor ili Phoeniconaias minor) je vrsta plamenca koja obitava u Africi (prvenstveno Velika rasjedna dolina) i južnoj Aziji. Najmanja je i najbrojnija vrsta plamenaca. Broji 2-3 milijuna jedinki, a 1.142 se nalaze u zatočeništvu.

## Opis
Mali plamenac dug je 1 m i težak 2 kg. Visok je 1 m, a raspon krila mu je 1 m. Mužjaci su malo veći od ženki. Najveći dio visine čine duge noge i vrat. Većina perja mu je ružičastobijelo. Vrhovi krila su crne boje. Najjasnija razlika između njega i ružičastog plamenca je što mu na kljunu ima više crne boje. Kljun je relativno duži nego kod drugih vrsta. Donja polovina kljuna je kruta, a donja je pokretna. Oči su male, a boja im je žuta, narančasta ili crvenkasta.
Ova ptica prvenstveno se hrani algom spirulinom koja raste samo u alkalnim jezerima. Iako je plavozelene boje, spirulina sadrži fotosintetski pigment koji ptici daje ružičastu boju. Duboki kljun patuljastog plamenca izvrsno je prilagođen filtriranju vode, posebno sitnijih tvari. Osim spirulinom, patuljasti plamenac hrani se i škampima.
Prirodni neprijatelji su mu afrički marabu i još neke ptice, te pavijani i divlja mačka.

## Razmnožavanje
U Africi, gdje je najbrojniji, patuljasti plamenac gnijezdi se najčešće na području poluslanog jezera Natron u sjevernoj Tanzaniji i na kenijskim jezerima Nakuru i Bogoria. Druge lokacije za gniježdenje u Africi su Etosha Pan, Sua Pan i Kamfers Dam. Također se gnijezdi i jugozapadnoj i južnoj Aziji. 
Kao i svi plamenci, postavlja jedno bijelo jaje na vrhu blatnog nasipa visokog 40 cm. Nakon što se ptić izlegne, roditelji ga hrane voljkinim "mlijekom". Roditelji za njega brinu tjedan dana, pa se pridružuje ogromnoj skupini koja se naziva "škola i broji preko 300.000 jedinki. "Školi" se pridružuje i nekoliko odraslih jedinki koje mlade ptiće odvedu pješice do svježe vode, a put može biti dug čak i do 32 km. Nakon 4-6 tjedana ptići počinju sami tražiti hranu, ali se još uvijek ne hrane njome, jer nisu im dovoljno razvijeni organi za filtriranje vode. Nakon 10 tjedana organi za filtriranje se razviju, s 11 tjedana ptići počinju letjeti. Mladi ispočetka imaju sivo perje s ružičastosmeđim pjegama. S 3-4 godine dobiju perje odrasle ptice, a s 6 godina prvi put se gnijezde. Mogu doživjeti 50 godina.